# 保利·内瓦拉
保利·内瓦拉（芬蘭語：Pauli Nevala，1940年11月30日—2025年6月20日），芬兰男子田径运动员，主攻标枪。他曾代表芬兰参加1964年和1968年夏季奥林匹克运动会田径比赛，其中1964年奥运会获得一枚金牌。